# Świdno (województwo świętokrzyskie)
Świdno – wieś w Polsce położona w województwie świętokrzyskim, w powiecie włoszczowskim, w gminie Krasocin.
We Świdnie znajdują się: remiza ochotniczej straży pożarnej, rzymskokatolicka Kaplica Matki Boskiej Częstochowskiej, przedszkole oraz publiczna szkoła podstawowa. We wsi rozwija się przemysł drzewny.
| SIMC    | Nazwa   | Rodzaj     |
| ------- | ------- | ---------- |
| 0246190 | Porąbki | przysiółek |

## Historia
Pierwsza wzmianka o osadzie Świdno pojawia się już w 1296 roku. Właśnie z tego roku pochodzi zapis o sporze między dwoma mieszkańcami tej wioski, znaleziony w archiwach sądowniczych. Pierwszą parafią do której należało Świdno był Chotów. Wioska była wtedy majątkiem Zofii Oleśnickiej, która wyszła za mąż za Piotra Szafrańca z rodu Szafrańców.
W połowie XVI wieku, gdy spalił się kościół w Chotowie, Świdno przeszło pod parafię Oleszno. Jak głosi legenda niejaki Adam Szypkowski, kanonik krakowski i sekretarz królewski zbudował fragmenty klasztoru na Górze Świdzińskiej, obecnie najwyższym wzniesieniu w gminie Krasocin. Śmierć kanonika w 1626 roku uniemożliwiła dokończenie budowy klasztoru. Powstał on na wzgórzu Karczówce pod Kielcami.
Na terenie Świdna znajduje się najdłuższy rów pancerny z czasów II wojny światowej, o długości 10 kilometrów. W 1931 wybudowano w Świdnie szkołę, w 1955 roku powstała jednostka Ochotniczej Straży Pożarnej. Podłączenie prądu nastąpiło w 1966 roku. 
W 1980 roku powstał w Świdnie tartak Olczyk dający zatrudnienie wielu miejscowym.
W latach 1975–1998 miejscowość położona była w województwie kieleckim.